# Nevera del Mas d'en Paí
Nevera del Mas d'en Paí és un pou de gel d'Alforja (Baix Camp) inclòs l'Inventari del Patrimoni Arquitectònic de Catalunya.

## Descripció
Estructura cilíndrica. Cúpula de rajola. Diàmetre: 5,5 metres. Alçada: 7 metres. Mesures preses des de l'exterior. La nevera està adossada a l'oest del Mas d'en Paí, i no excavada sota el nivell del sòl.
Se l'ha modificada i se l'ha convertida en habitació. S'ha obert una porta per donar accés a la part baixa del pou, destinada a magatzem. Per damunt de la meitat de l'alçada del pou es va construir un trespol, i hi queda un pis. Hi ha una finestra que cau damunt la porta del magatzem. I també una porta d'entrada al pis, arran el mas, una mica en amunt del nivell de la planta baixa del mas.
La font d'en Paí, abundant, a poca distància, havia de permetre l'obtenció de gel.

## Història
Nota de 1987:
La documentació examinada no diu a quina nevera es refereix de les quatre que hi havia hagut a Alforja.
Sabem que el 1616 es va arrendar la neu d'un pou. Altres notícies que hem vist són en documents del 1619, 1722, 1766 i 1775.